# Piotr Świerczewski
Piotr Jarosław Świerczewski, poljski nogometaš in trener, * 8. april 1972, Nowy Sącz.
Za poljsko reprezentanco je odigral 70 uradnih tekem in dosegel en gol.